# Auxumitészek
Az auxumitészek ókori kereskedőnép, amely a mai Etiópia területén alkotott jelentékeny birodalmat az i. e. 1. század és az 1. század között. Fővárosa Auxumisz, a mai Akszúm volt. Fennmaradt romjai közt 55 obeliszk található.